# عبدوالی ابلت
عبدوالی ابلت (انگلیسی: Abduwali Ablet؛ زادهٔ ۱۷ آوریل ۱۹۸۷) بازیکن فوتبال اهل چین است.
از باشگاه‌هایی که در آن بازی کرده‌است می‌توان به باشگاه فوتبال هنان جیانیه و باشگاه فوتبال شنژن اشاره کرد.